# Ralph Melcher

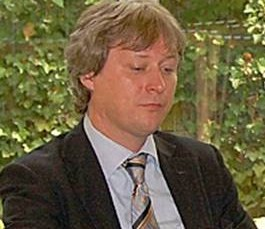
Ralph Melcher

Ralph Melcher (* 1967 in Lauingen an der Donau) ist ein deutscher Kunsthistoriker.

## Biografie
Melcher studierte Kunstgeschichte und Literaturwissenschaften an den Universitäten Bonn und Pisa. Nach seinen Staatsexamina promovierte er 1997 an der Bonner Universität zum Thema Mittelalterliche Skulptur in Italien. Daran schloss sich ein wissenschaftliches Volontariat an der Staatsgalerie Stuttgart an. Im Rahmen des Volontariats war er an der Kuratierung von Ausstellungen und der Erarbeitung von Katalogen zur Kunst des Mittelalters sowie zur Kunst des 19. und 20. Jahrhunderts beteiligt. In diesem Zeitraum war er auch an der Erarbeitung eines Bestandskatalogs der italienischen Malerei der Gotik beteiligt. 1999 übernahm Melcher die Assistenz der Kuratorin des deutschen Beitrags zur Biennale in Venedig, eines von Rosemarie Trockel gestalteten Pavillons.
Danach wechselte er als Assistent des Direktors und Kurator an das Museum für Neue Kunst (Karlsruhe), ein Kunstmuseum innerhalb des Komplexes des Zentrums für Kunst und Medientechnologie. Dort betreute er erst die Sammlungen und das Ausstellungsprogramm, weiterhin leitete er das Baureferat sowie die Abteilung Öffentlichkeitsarbeit. 2001 wurde Melcher zum stellvertretenden Direktor des Museums ernannt. In Karlsruhe kuratierte er monographische und thematische Überblickspräsentationen zeitgenössischer Künstler wie Bill Viola, Franz West, Sylvie Fleury, Tobias Rehberger, Keith Haring oder Martin Kippenberger. Weitere Schwerpunkte seiner Kuratorenschaft waren die Malerei der Jungen Wilden und Minimal Art.
2003 wurde er auf Vorschlag des damaligen saarländischen Kultusministers Jürgen Schreier zum Direktor des Saarlandmuseums bestellt. Träger des Museums ist die Stiftung Saarländischer Kulturbesitz; nach einer Neuordnung der Stiftungsstrukturen wurde Melcher zusätzlich zu deren Vorstandsvorsitzenden berufen. In dieser Funktion zeichnete Melcher neben dem Saarlandmuseum mit dessen Moderner Galerie verantwortlich für weitere saarländische Museen: das Museum für Vor- und Frühgeschichte im Saarbrücker Schloss, die Saarbrücker Stadtgalerie und das Deutsche Zeitungsmuseum in Wadgassen. Eines der Hauptanliegen Melchers war ein Erweiterungsbau der Modernen Galerie, der 2009 begonnen wurde und das Museum mit dem sogenannten Vierten Pavillon um einen groß dimensionierten Bau erheblich erweitern sollte.
Inzwischen arbeitet Melcher für die Galerie Thomas in München.

## Eklat um den „Vierten Pavillon“
Nachdem die Staatsanwaltschaft Saarbrücken ein Verfahren wegen Untreue gegen ihn eingeleitet hatte, wurde Melcher am 21. April 2011 durch den saarländischen Staatskanzleichef und Kulturminister Karl Rauber beurlaubt.
In seiner Sitzung vom 14. Oktober 2011 beschloss das Stiftungskuratorium, Melcher wegen grober Pflichtverletzung mit sofortiger Wirkung fristlos zu entlassen. In einer weiteren Sitzung vom 17. Oktober 2011 beschloss das Kuratorium, eine weitere Verdachtskündigung gegen Melcher auszusprechen. In diesem Fall wird ihm gegenüber der Verdacht auf Vorteilsannahme ausgesprochen. In dem ersten Ermittlungsverfahren werden Melcher Spesenprasserei (vornehmlich bei luxuriös ausgestatteten Geschäftsessen), Korruption und Missmanagement beim Neubau des sog. „Vierten Pavillons“ angelastet.
In der öffentlichen Kritik standen auch das Kuratorium sowie die ehemaligen Kultusminister Jürgen Schreier, Annegret Kramp-Karrenbauer und Karl Rauber, denen Vernachlässigung ihrer Aufsichts- und Kontrollpflicht vorgeworfen wurde. Die SPD-Landtagsfraktion beantragte die Einsetzung eines Parlamentarischen Untersuchungsausschusses im Saarländischen Landtag. Die Baukosten des „Vierten Pavillons“ waren ursprünglich mit 9 Millionen Euro veranschlagt worden, mittlerweile gehen Experten von einer Bausumme von mehr als 30 Millionen Euro aus.
Am 27. Februar 2012 wurde Melcher vom Landgericht Saarbrücken wegen Untreue und Vorteilsnahme zu einer Bewährungsstrafe von zehn Monaten verurteilt. Ex-Kultusminister und Stiftungskurator Jürgen Schreier akzeptierte im Juni 2012 einen Strafbefehl wegen Vorteilsnahme und musste seinen Posten bei der saarländischen Lotteriegesellschaft Saarland-Sporttoto räumen. Rechtskräftig erging ebenfalls im selben Jahr ein Strafbefehl gegen Melchers Verwaltungsleiter wegen Untreue in 45 Fällen. Dieser war für Melchers Spesenabrechnungen zuständig gewesen. Melcher ging in Revision, der Bundesgerichtshof wies zur Neuverhandlung an das Landgericht zurück. Die Kammer wertete jetzt einen geringeren Teil der erstinstanzlich monierten Luxusessen als strafrechtlich relevant und reduzierte Melchers Strafe am 25. März 2013 auf neun Monate. Dieses Urteil erlangte Rechtskraft. Kurz darauf ging Melcher in die Offensive und klagt nun seinerseits gegen die Stiftung Saarländischer Kulturbesitz wegen Kündigung seines Dienstverhältnisses auf Schadensersatz und Nachzahlung fälligen Gehaltes. Nachdem das Gericht in einem Zwischenurteil dem Ex-Projektsteuerer der Stiftung und möglichen Entlastungszeugen Gerd Marx ein Zeugnisverweigerungsrecht zubilligte, sind damit Melchers Beweisanträge blockiert. Das Verfahren wurde am 9. August 2013 auf unbestimmte Zeit vertagt. Im Jahre 2014 wies das Landgericht eine Klage der Stiftung gegen Melcher auf Zahlung von 400.000 Euro Schadensersatz wegen rechtswidrig geschlossener Verträge ab, weil die Klageschrift seitens des Ministeriums nicht fristgerecht eingereicht wurde. Diese Entscheidung wurde am 20. Juli 2016 vom Oberlandesgericht bestätigt. Ein weiteres, im Januar 2016 gegen ihn eingeleitetes Strafverfahren befasste sich mit mutmaßlichen Unregelmäßigkeiten bei Ausschreibungen und der Festlegung von Honoraren vor dem Saarbrücker Landgericht. Nach dem entlastenden Urteil des Oberlandesgerichts in der Zivilklage verhandelte Melcher mit der Staatsanwaltschaft, eine ursprünglich auf 800.000 Euro festgesetzte Geldauflage nun auf 500.000 Euro zu reduzieren. Nach Zahlung stellte das Gericht das Strafverfahren ein, womit die straf- und zivilrechtliche Aufarbeitung in der Affäre um den „Vierten Pavillon“, jedenfalls soweit sie die Person Melcher betrifft, seit dem 20. Oktober 2016 als abgeschlossen gilt. Melcher selbst bestritt zu jeder Zeit, vorsätzlich rechtswidrig gehandelt zu haben. Zum Verhängnis sei ihm letztlich seine „naive Sichtweise“ geworden, er selbst bezeichnete sich als „Bauernopfer“, seine berufliche und auch seine bürgerliche Existenz seien zerstört worden.

## Veröffentlichungen (Auswahl)
- Die mittelalterlichen Kanzeln der Toskana. (= Manuskripte zur Kunstwissenschaft. 56). Dissertation. Werner, Worms 2000, ISBN 3-88462-955-7.
- mit Christof Trepesch und Eva Wolf (Hrsg.): Ein Bild der Kultur – die Geschichte des Saarlandmuseums. Gollenstein, Blieskastel 2004, ISBN 3-935731-80-9.
- als Hrsg.: Dein Land macht Kunst – Landeskunstausstellung 2008, 21. Juni bis 31. August. Stiftung Saarländ. Kulturbesitz, Saarbrücken 2008, ISBN 978-3-932036-37-8.
- als Hrsg.: Die Gemälde der Alten Sammlung im Saarlandmuseum. Stiftung Saarländischer Kulturbesitz (Saarlandmuseum), Saarbrücken 2009, ISBN 978-3-932036-44-6.
- als Hrsg.: Die Saarbrücker Schlosskirche – Kirche und Museum. Stiftung Saarländischer Kulturbesitz (Saarlandmuseum), Saarbrücken 2009, ISBN 978-3-932036-46-0.